# Luana Liki Hotel
Le Luana Liki Hotel,également connu sous le nom de Blue Lagoon[réf. nécessaire], est l'unique hôtel des Tokelau, archipel dépendant de la Nouvelle-Zélande. Il se trouve sur l'atoll de Nukunonu, et plus précisément dans le village du même nom. Il est doté de cinq chambres, et d'un bar. Les propriétaires sont Luciano et Juliana Perez.